# 拉塞尔·福特
拉塞尔·福特（英語：Russell Ford，1979年3月12日—），来自维多利亚州，澳大利亚前男子曲棍球运动员。他曾代表澳大利亚国家队参加2012年夏季奥林匹克运动会曲棍球比赛，获得一枚铜牌。